# Аляб'єва (присілок)
Аляб'єва (рос. Алябьева) — присілок в Октябрському районі Курської області Російської Федерації.
Населення становить 126 осіб. Входить до складу муніципального утворення Филипівська сільрада.

## Історія
Населений пункт розташований на території українського етнічного та культурного краю Східна Слобожанщина.
Від 2004 року входить до складу муніципального утворення Филипівська сільрада.

## Населення
| 2002 | 2010 |
| ---- | ---- |
| 155  | ↘126 |